# Долга Ніва-при-Шентловренцу
Долга Ніва-при-Шентловренцу (словен. Dolga Njiva pri Šentlovrencu) — поселення в общині Требнє, регіон Південно-Східна Словенія, Словенія.